# ニュータイプ・強化人間の一覧
ニュータイプ・強化人間の一覧（ニュータイプ・きょうかにんげんのいちらん）は、アニメ『ガンダムシリーズ』に登場する、ニュータイプの素養もしくはそれに類する能力を持つ強化人間などの架空の人物の一覧。

## ニュータイプ

### 機動戦士ガンダム
- アムロ・レイ
- シャア・アズナブル
- ララァ・スン
- セイラ・マス
- ジオン・ズム・ダイクン（覚醒は不明）
- クスコ・アル（小説版に登場）
- クランブル・カルレア（小説版に登場）
- ルロイ・ギリアム（小説版に登場）
- カイ・シデン（小説版での設定）
- ハヤト・コバヤシ（小説版での設定）
- シャリア・ブル
- ミライ・ヤシマ
- カツ・ハウィン
- レツ・コ・ファン
- キッカ・キタモト
- シムス・アル・バハロフ（THE ORIGINでの設定）

### モビルスーツバリエーション
- イアン・グレーデン

### 機動戦士ガンダム外伝 THE BLUE DESTINY
- マリオン・ウェルチ

### 機動戦士ガンダム バトルオペレーション Code Fairy
- アルマ・シュティルナー

### 機動戦士ガンダム C.D.A. 若き彗星の肖像
- シャア・アズナブル
- ハマーン・カーン
- セラーナ・カーン
- ヤヨイ・イカルガ
- カムジ
- カミーユ・ビダン

### 機動戦士ガンダム0083 STARDUST MEMORY
- ハマーン・カーン

### 機動戦士ガンダム　エコール・デュ・シエル
- アスナ・エルマリート
- ヤハギ・フランジバック
- アキラ

### 機動戦士ガンダム サンダーボルト
- ダリル・ローレンツ

### 機動戦士Ζガンダム
- カミーユ・ビダン
- クワトロ・バジーナ（シャア・アズナブル）
- アムロ・レイ
- カツ・コバヤシ（カツ・ハウィン）
- パプテマス・シロッコ
- サラ・ザビアロフ
- ハマーン・カーン
- ミネバ・ラオ・ザビ
- ミライ・ノア（ミライ・ヤシマ）
- セイラ・マス

### 機動戦士ガンダムΖΖ
- ジュドー・アーシタ
- カミーユ・ビダン
- ハマーン・カーン
- グレミー・トト(小説版のみの設定)
- イリア・パゾム
- セイラ・マス

（以下の人物は、劇中では個別ではなく一括してニュータイプと呼ばれている。なおゲーム作品での登場時には各作品によって解釈が異なる。）
- ルー・ルカ
- エル・ビアンノ
- ビーチャ・オーレグ
- モンド・アガケ
- イーノ・アッバーブ
- リィナ・アーシタ

### 機動戦士ガンダム 逆襲のシャア
- アムロ・レイ
- シャア・アズナブル
- クェス・パラヤ
- ハサウェイ・ノア
- ミライ・ノア（ミライ・ヤシマ）

### 機動戦士ガンダムUC
- バナージ・リンクス
- ミネバ・ラオ・ザビ（オードリー・バーン）
- ロニ・ガーベイ
- リディ・マーセナス

### 機動戦士ガンダム Twilight AXIS
- アルレット・アルマージュ

### 機動戦士ガンダム 閃光のハサウェイ
- マフティー・ナビーユ・エリン（ハサウェイ・ノア）
- ギギ・アンダルシア
- レーン・エイム

### 機動戦士ガンダムF91
- シーブック・アノー
- セシリー・フェアチャイルド（ベラ・ロナ）

### 機動戦士クロスボーン・ガンダム
- トビア・アロナクス
- ベルナデット・ブリエット（テテニス・ドゥガチ）
- キンケドゥ・ナウ（シーブック・アノー）
- ベラ・ロナ（セシリー・フェアチャイルド）
- ザビーネ・シャル(覚醒は不明）
- ウモン・サモン
- シェリンドン・ロナ
- ギリ・ガデューカ・アスピス
- クラックス・ドゥガチ

### 機動戦士クロスボーン・ガンダム 鋼鉄の七人
本作辺りの時代以降から、精神干渉などのニュータイプ能力と共に、特殊な能力（ヒーリングやテレパシー）を持つ「サイキッカー」と呼ばれる存在が登場する。「サイキッカー」と「ニュータイプ」との関連性は作中でも明確にはなっていないが、ゲーム媒体などでは「ニュータイプ」と同じ扱いのことが多い。
- 光のカリスト - サイキッカー
- 影のカリスト - サイキッカー
- エウロペ・ドゥガチ - サイキッカー

### 機動戦士クロスボーン・ガンダム ゴースト
- カーティス・ロスコ
- ベル - サイキッカー

### 機動戦士Vガンダム
本作品は「ニュータイプ」という呼称が薄れていた『機動戦士ガンダムF91』から30年後の物語ではあるが、劇中で主人公のウッソは周りから「ニュータイプ」と明言されていた。
- ウッソ・エヴィン
- シャクティ・カリン - サイキッカー
- マリア・ピァ・アーモニア - サイキッカー
- クロノクル・アシャー[2]

### ガイア・ギア
- アフランシ・シャア

### 機動戦士Gundam GQuuuuuuX
本作品においては従来のニュータイプの定義に加えてニュータイプ関連現象である「キラキラ」が見える、「ララ音」が聞こえるといった分かりやすいニュータイプの判別方法が存在している。
- アマテ・ユズリハ（マチュ）
- ニャアン
- シュウジ・イトウ
- シャリア・ブル
- エグザべ・オリベ
- コモリ・ハーコート
- シャア・アズナブル
- セイラ・マス
- シイコ・スガイ
- キシリア・ザビ
- ララァ・スン
- 「向こう側」のララァ・スン
- 「向こう側」のシャア・アズナブル
- 「向こう側」のセイラ・マス

### ∀ガンダム（月に繭 地には果実）
- ロラン・セアック
- ソシエ・ハイム

### 機動新世紀ガンダムX
本作においてはニュータイプとは狭義には「フラッシュシステムを起動できる能力者」の意味がある。また、下記に挙げた登場人物（人類）以外にもイルカ（白いイルカ）が「本来のニュータイプ」と作中で称されている。
機動新世紀ガンダムX#ニュータイプ及びそれに付随する用語も参照。
- D.O.M.E.(ファーストニュータイプ)
- ティファ・アディール
- ジャミル・ニート
- ランスロー・ダーウェル
- ルチル・リリアント
- アベル・バウアー

## 強化人間

### ゲーム「ギレンの野望」シリーズ
- ゼロ・ムラサメ
- レイラ・レイモンド（NT-001）

### 機動戦士ガンダム　エコール・デュ・シエル
- エリシア・ノクトン

### ADVANCE OF Ζ 刻に抗いし者
- ロスヴァイセ

### 機動戦士Ζガンダム
- フォウ・ムラサメ
- ロザミア・バダム
- ゲーツ・キャパ

### 機動戦士ガンダムΖΖ
- マシュマー・セロ
- キャラ・スーン
- エルピー・プル[3]
- プルツー

### 機動戦士ガンダム MSV-R ジョニー・ライデンの帰還
- ユーマ・ライトニング
- イングリッド0

### 機動戦士MOONガンダム
- アゴス・ラガード

### 機動戦士ガンダム 逆襲のシャア
- ギュネイ・ガス（グラーブ・ガス）

### 機動戦士ガンダムUC
- マリーダ・クルス
- フル・フロンタル

### 機動戦士ガンダムNT
- ゾルタン・アッカネン
- リタ・ベルナル（ニュータイプ兼強化人間）

### 機動戦士ガンダム Twilight AXIS
- クァンタン・フェルモ

### 機動戦士ガンダムF91
- カロッゾ・ロナ

### 機動戦士Vガンダム
- ファラ・グリフォン[4]
- カテジナ・ルース[5]

### 機動戦士Gundam GQuuuuuuX
- ドゥー・ムラサメ
- ゲーツ・キャパ

### 機動新世紀ガンダムX
- カリス・ノーティラス（人工ニュータイプ）

### 機動戦士ガンダムSEED
- オルガ・サブナック
- シャニ・アンドラス
- クロト・ブエル

### 機動戦士ガンダムSEED DESTINY
- スティング・オークレー
- アウル・ニーダ
- ステラ・ルーシェ

### 機動戦士ガンダムSEED C.E.73 Δ ASTRAY
- ファンフェルト・リア・リンゼイ

### 機動戦士ガンダムSEED VS ASTRAY
- ロンド・ギナ・サハク（カーボンヒューマン）

### 機動戦士ガンダム00
- アレルヤ・ハプティズム/ハレルヤ・ハプティズム（超人機関技術研究所）
- ソーマ・ピーリス/マリー・パーファシー（超人機関技術研究所）

### 機動戦士ガンダム00外伝
- レナード・ファインズ/レオ・ジーク（超人機関技術研究所）